# Sipar
L'antica cittadina di Sipar, oggi ridotta a poche rovine, per lo più sommerse, d'interesse archeologico, si trovava a circa 7 km a nord dall'attuale Umago (Croazia), vicino alla spiaggia naturista di Katoro, su una penisola che, a causa del bradisismo, è ormai diventata quasi un'isola (dipende dalla marea).

## Storia
Già residenza romana, nel 400 vi venne eretto un castello che venne più volte coinvolto nella lotta contro i pirati della Narenta che, nell'anno 876, guidati da Domagoi, la devastarono e distrussero il castello, del quale resta ora solo un cumulo di macerie.
La chiesa di Sipar formava una sola pieve con la chiesa di Umago ed entrambe furono soggette al vescovo di Trieste. Diversi fatti mettono Sipar in relazione con Trieste.
Il 7 agosto 929 Ugo (o Ugone) di Provenza, re d'ltalia, dona al vescovo di Trieste Radaldo il palazzo vescovile di Sipar, Umago e l'isola Paciana. Radaldo concede a sua volta Sipar ad ignoti gastaldi vescovili. Le donazioni vengono confermate nel 1040 dall'imperatore Enrico III e nel 1230 dall'imperatore Federico II.
Nel 1314 risulta feudatario del castello Zanino (o Zilino) di Rebecco, un cremonese, militare a Capodistria. Alla sua morte Sipar passa al figlio Giovanni, che lo destina nel testamento ai figli di Almerigo Bratti. I Bratti, deceduto Giovanni di Rebecco, ne chiedono il riconoscimento al vescovo di Trieste Rodolfo Pedrazzani, che però lo nega. Incuranti del fatto, i Bratti occupano ugualmente il castello e nel 1042 si mettono sotto la protezione di Capodistria, provocando l'inizio di una lunga contesa. Intanto il vescovo di Trieste nomina feudatari i piranesi Bonino e Zilino di Rebecco (o Robecho), che cedono a loro volta il castello al veneziano Tomaso Dandolo e al triestino Giusto de Tinino (o Thedino), i quali ulteriormente lo rivendono al comune di Pirano per 1350 lire venete, nonostante i diritti vantati dai Bratti e dal vescovo di Trieste.
Nel 1310 viene stipulata una pace tra Venezia e Trieste, della quale non è noto il contenuto. Al tempo della congiura dei Ranfi, il vescovo Rodolfo Pedrazzani era a Venezia, per rivendicare presso il Senato della Repubblica i suoi dominî di Sipar.
Il 15 settembre 1314 il vescovo di Trieste Rodolfo Pedrazzani dichiara caduta l'appellazione al Colloquio generale del Friuli contro la sua sentenza che toglie ai Brati il feudo di Sipar.
Il 15 luglio 1329 il vicario del vescovo Guglielmo Franchi di Trieste condanna in contumacia il Comune di Pirano alla restituzione del feudo di Sipar presso Umago, spettando lo stesso alla Chiesa triestina.
Il 29 dicembre 1330 il vescovo di Trieste Guglielmo Franchi fa appello al Papa contro la sentenza contumaciale pronunciata dal patriarca di Aquileia Pagano, in causa dei fratelli Brati, per il feudo triestino di Sipar.
La lite continua per alcuni anni, finché Giusto de Tinino, avendo il papa confermato il feudo al vescovo di Trieste, restituì nel 1330 il denaro della vendita al comune di Pirano.
Nel 1333 il vescovo triestino Pace da Vedano affida il castello di Sipar ad Andrea Dandolo, podestà di Trieste e futuro doge. Il Dandolo però riconsegna il feudo ai Bratti, riaccendendo così le dispute. Alla fine papa Innocenzo VI impone la restituzione del castello al vescovo.
Nel 1352 re Carlo IV della casa di Lussemburgo conferma ai vescovi di Trieste, la città, Umago, Sipar, Fontana Georgica, Vermo (Beram), Monfalcone ed il castello di Montecavo.
Nel 1354 il vescovo di Trieste destina Sipar al nipote Pietro Pasqualigo, ma i Bratti si rifiutarono di abbandonare il castello, che tengono fino al 1367.
Il 5 aprile 1367 papa Urbano V conferma la decisione per il Castello di Sipar in favore del vescovo di Trieste Antonio Negri.
Alle idi di giugno 1368 papa Urbano V incita il doge Andrea Contarini a restituire il Castello di Sipar al vescovo di Trieste, senza obbligo di questi a darlo "a gentiluomo veneto in locazione".
Ma nel 1409 il vescovo Nicolò de Carturis (o de Canturis) riconosce Gregorio Bratti quale signore di Sipar. La controversia comunque continua fino al 1448, anno in cui il doge Francesco Foscari toglie ai vescovi triestini il diritto di giudizio sui possedimenti in terra istriana.